# Gran Premio de Sudáfrica de Motociclismo de 2001
El Gran Premio de Sudáfrica de Motociclismo de 2001 fue la segunda prueba del Campeonato del Mundo de Motociclismo de 2001. Tuvo lugar en el fin de semana del 20 al 22 de abril de 2001 en el Phakisa Freeway, situado en Welkom, Provincia del Estado Libre, Sudáfrica. La carrera de 500cc fue ganada por Valentino Rossi, seguido de Loris Capirossi y Tohru Ukawa. Daijiro Kato ganó la prueba de 250cc, por delante de Marco Melandri y Tetsuya Harada. La carrera de 125cc fue ganada por Youichi Ui, Manuel Poggiali fue segundo y Noboru Ueda tercero.

## Resultados 500cc
| Pos     | N.º | Piloto              | Constructor | Vueltas | Tiempo/Retirado | Grilla | Puntos |
| ------- | --- | ------------------- | ----------- | ------- | --------------- | ------ | ------ |
| 1       | 46  | Valentino Rossi     | Honda       | 28      | 45:03.414       | 1      | 25     |
| 2       | 65  | Loris Capirossi     | Honda       | 28      | +0.660          | 2      | 20     |
| 3       | 11  | Tohru Ukawa         | Honda       | 28      | +7.530          | 6      | 16     |
| 4       | 56  | Shinya Nakano       | Yamaha      | 28      | +8.653          | 3      | 13     |
| 5       | 6   | Norifumi Abe        | Yamaha      | 28      | +9.224          | 7      | 11     |
| 6       | 28  | Àlex Crivillé       | Honda       | 28      | +13.211         | 9      | 10     |
| 7       | 1   | Kenny Roberts, Jr.  | Suzuki      | 28      | +13.305         | 5      | 9      |
| 8       | 3   | Max Biaggi          | Yamaha      | 28      | +13.663         | 8      | 8      |
| 9       | 4   | Alex Barros         | Honda       | 28      | +17.357         | 12     | 7      |
| 10      | 15  | Sete Gibernau       | Suzuki      | 28      | +21.697         | 11     | 6      |
| 11      | 17  | Jurgen vd Goorbergh | Proton KR   | 28      | +37.649         | 13     | 5      |
| 12      | 12  | Haruchika Aoki      | Honda       | 28      | +48.587         | 14     | 4      |
| 13      | 10  | José Luis Cardoso   | Yamaha      | 28      | +1:01.110       | 17     | 3      |
| 14      | 14  | Anthony West        | Honda       | 28      | +1:06.173       | 19     | 2      |
| 15      | 8   | Chris Walker        | Honda       | 28      | +1:08.255       | 16     | 1      |
| 16      | 19  | Olivier Jacque      | Yamaha      | 28      | +1:10.262       | 15     |        |
| 17      | 9   | Leon Haslam         | Honda       | 28      | +1:15.130       | 18     |        |
| 18      | 16  | Johan Stigefelt     | Sabre V4    | 27      | +1 Vuelta       | 20     |        |
| 19      | 21  | Barry Veneman       | Honda       | 27      | +1 Vuelta       | 22     |        |
| 20      | 68  | Mark Willis         | Pulse       | 27      | +1 Vuelta       | 23     |        |
| Ret     | 5   | Garry McCoy         | Yamaha      | 17      | Accidente       | 4      |        |
| Ret     | 41  | Noriyuki Haga       | Yamaha      | 4       | Accidente       | 10     |        |
| DNS     | 24  | Jason Vincent       | Pulse       | 0       | No corrió       | 21     |        |
| Fuente: |     |                     |             |         |                 |        |        |

- Pole position: Valentino Rossi, 1:34.629
- Vuelta Rápida: Valentino Rossi, 1:35.508

## Resultados 250cc
| Pos     | N.º | Piloto              | Constructor | Vueltas | Tiempo/Retirado | Grilla | Puntos |
| ------- | --- | ------------------- | ----------- | ------- | --------------- | ------ | ------ |
| 1       | 74  | Daijiro Kato        | Honda       | 26      | 42:31.371       | 1      | 25     |
| 2       | 5   | Marco Melandri      | Aprilia     | 26      | +0.083          | 3      | 20     |
| 3       | 31  | Tetsuya Harada      | Aprilia     | 26      | +15.806         | 2      | 16     |
| 4       | 15  | Roberto Locatelli   | Aprilia     | 26      | +17.666         | 4      | 13     |
| 5       | 10  | Fonsi Nieto         | Aprilia     | 26      | +34.031         | 5      | 11     |
| 6       | 99  | Jeremy McWilliams   | Aprilia     | 26      | +34.233         | 11     | 10     |
| 7       | 9   | Sebastián Porto     | Yamaha      | 26      | +34.312         | 8      | 9      |
| 8       | 44  | Roberto Rolfo       | Aprilia     | 26      | +35.074         | 12     | 8      |
| 9       | 8   | Naoki Matsudo       | Yamaha      | 26      | +35.185         | 13     | 7      |
| 10      | 66  | Alex Hofmann        | Aprilia     | 26      | +51.599         | 23     | 6      |
| 11      | 18  | Shahrol Yuzy        | Yamaha      | 26      | +53.805         | 19     | 5      |
| 12      | 50  | Sylvain Guintoli    | Aprilia     | 26      | +54.066         | 15     | 4      |
| 13      | 42  | David Checa         | Honda       | 26      | +54.475         | 16     | 3      |
| 14      | 12  | Klaus Nöhles        | Aprilia     | 26      | +55.285         | 17     | 2      |
| 15      | 6   | Alex Debón          | Aprilia     | 26      | +57.738         | 10     | 1      |
| 16      | 20  | Jerónimo Vidal      | Aprilia     | 26      | +1:09.396       | 9      |        |
| 17      | 57  | Lorenzo Lanzi       | Aprilia     | 26      | +1:19.289       | 22     |        |
| 18      | 19  | Julien Allemand     | Yamaha      | 26      | +1:19.734       | 21     |        |
| 19      | 7   | Emilio Alzamora     | Honda       | 26      | +1:20.139       | 18     |        |
| 20      | 21  | Franco Battaini     | Aprilia     | 26      | +1:20.329       | 7      |        |
| 21      | 23  | César Barros        | Yamaha      | 25      | +1 Vuelta       | 24     |        |
| 22      | 55  | Diego Giugovaz      | Yamaha      | 25      | +1 Vuelta       | 25     |        |
| 23      | 51  | Jonathan van Vuuren | Yamaha      | 25      | +1 Vuelta       | 26     |        |
| 24      | 98  | Katja Poensgen      | Aprilia     | 25      | +1 Vuelta       | 28     |        |
| Ret     | 81  | Randy de Puniet     | Aprilia     | 24      | Retirado        | 14     |        |
| Ret     | 22  | José David de Gea   | Yamaha      | 12      | Retirado        | 20     |        |
| DSQ     | 26  | Iván Silva          | Honda       | 12      | Descalificado   | 27     |        |
| Ret     | 45  | Stuart Edwards      | Honda       | 9       | Retirado        | 29     |        |
| Ret     | 37  | Luca Boscoscuro     | Aprilia     | 6       | Accidente       | 6      |        |
| Ret     | 11  | Riccardo Chiarello  | Aprilia     | 2       | Retirado        | 30     |        |
| Fuente: |     |                     |             |         |                 |        |        |

- Pole position: Daijiro Kato, 1:36.937
- Vuelta Rápida: Marco Melandri, 1:36.828

## Resultados 125cc
| Pos     | N.º | Piloto               | Constructor | Vueltas | Tiempo/Retirado | Grilla | Puntos |
| ------- | --- | -------------------- | ----------- | ------- | --------------- | ------ | ------ |
| 1       | 41  | Youichi Ui           | Derbi       | 24      | 41:27.323       | 1      | 25     |
| 2       | 54  | Manuel Poggiali      | Gilera      | 24      | +1.288          | 3      | 20     |
| 3       | 5   | Noboru Ueda          | TSR-Honda   | 24      | +7.149          | 2      | 16     |
| 4       | 23  | Gino Borsoi          | Aprilia     | 24      | +7.365          | 7      | 13     |
| 5       | 29  | Ángel Nieto Jr.      | Honda       | 24      | +7.731          | 5      | 11     |
| 6       | 21  | Arnaud Vincent       | Honda       | 24      | +7.989          | 11     | 10     |
| 7       | 11  | Max Sabbatani        | Aprilia     | 24      | +8.114          | 16     | 9      |
| 8       | 17  | Steve Jenkner        | Aprilia     | 24      | +15.140         | 18     | 8      |
| 9       | 15  | Alex de Angelis      | Honda       | 24      | +24.741         | 14     | 7      |
| 10      | 4   | Masao Azuma          | Honda       | 24      | +30.750         | 9      | 6      |
| 11      | 7   | Stefano Perugini     | Italjet     | 24      | +30.833         | 13     | 5      |
| 12      | 6   | Mirko Giansanti      | Honda       | 24      | +31.005         | 17     | 4      |
| 13      | 26  | Dani Pedrosa         | Honda       | 24      | +31.190         | 15     | 3      |
| 14      | 8   | Gianluigi Scalvini   | Italjet     | 24      | +31.818         | 8      | 2      |
| 15      | 22  | Pablo Nieto          | Derbi       | 24      | +32.198         | 12     | 1      |
| 16      | 25  | Joan Olivé           | Honda       | 24      | +35.977         | 26     |        |
| 17      | 19  | Alessandro Brannetti | Aprilia     | 24      | +36.383         | 22     |        |
| 18      | 24  | Toni Elías           | Honda       | 24      | +37.833         | 6      |        |
| 19      | 9   | Lucio Cecchinello    | Aprilia     | 24      | +58.806         | 4      |        |
| 20      | 34  | Eric Bataille        | Honda       | 24      | +1:01.405       | 27     |        |
| 21      | 28  | Gábor Talmácsi       | Honda       | 24      | +1:12.989       | 24     |        |
| 22      | 39  | Jaroslav Huleš       | Honda       | 24      | +1:25.036       | 20     |        |
| 23      | 10  | Jarno Müller         | Honda       | 23      | +1 Vuelta       | 19     |        |
| 24      | 12  | Raúl Jara            | Aprilia     | 23      | +1 Vuelta       | 29     |        |
| Ret     | 14  | Philipp Hafeneger    | Honda       | 13      | Retirado        | 28     |        |
| Ret     | 27  | Marco Petrini        | Honda       | 11      | Accidente       | 25     |        |
| Ret     | 20  | Gaspare Caffiero     | Aprilia     | 9       | Accidente       | 10     |        |
| Ret     | 31  | Ángel Rodríguez      | Aprilia     | 8       | Retirado        | 21     |        |
| Ret     | 18  | Jakub Smrž           | Honda       | 0       | Accidente       | 23     |        |
| DNS     | 16  | Simone Sanna         | Aprilia     |         | No corrió       |        |        |
| DNQ     | 58  | Jason Wessels        | Aprilia     |         | No calificó     |        |        |
| Fuente: |     |                      |             |         |                 |        |        |

- Pole position: Youichi Ui, 1:42.059
- Vuelta Rápida: Youichi Ui, 1:42.611